# Kennewick
Kennewick – miasto w Stanach Zjednoczonych w południowo-wschodniej części stanu Waszyngton (hrabstwo Benton). Razem z miastami Pasco i Richland tworzy aglomerację zwaną Tri-Cities. W 1996 roku w tych okolicach znaleziono Człowieka z Kennewick.
- Powierzchnia: 63,0 km²
- Ludność: 60 118 (2004)

## Sport
- Tri-City Americans – klub hokejowy